# Hermann Linnemann

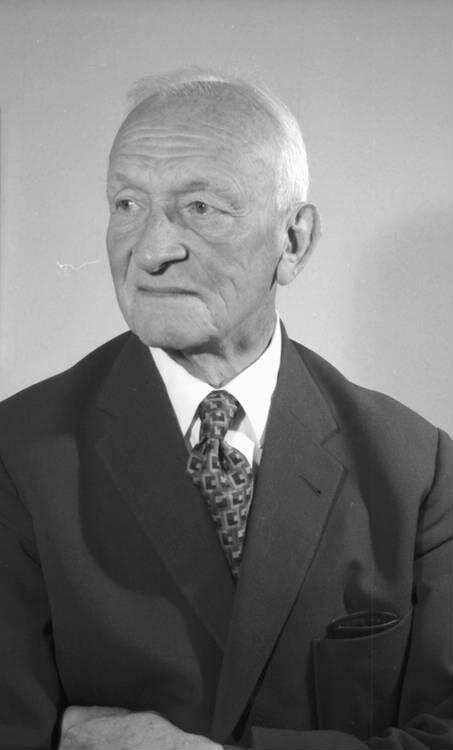
Hermann Linnemann (1973)

Hermann Linnemann (* 6. Juni 1893 in Weene, Ostfriesland; † 13./14. Oktober 1980) war ein deutscher Manager.

## Werdegang
Linnemann war Vorsitzender der Deutschen Rhodiaceta AG in Freiburg im Breisgau. Außerdem war er Mitglied und Vorsitzender verschiedener Aufsichtsräte.
Er war Präsident der Industrie- und Handelskammer Freiburg und Mitglied des Verwaltungsrates des Stifterverbandes für die Deutsche Wissenschaft.
Am 22. Juni 1955 wurde Linnemann mit 69 von 86 Stimmen vom Landtag von Baden-Württemberg zum Richter in der Gruppe „ohne Befähigung zum Richteramt“ am Staatsgerichtshof für das Land Baden-Württemberg gewählt. Er amtierte bis 1964.

## Ehrungen
- 1939: Ehrensenator der Technischen Hochschule Karlsruhe
- 1952: Ehrensenator der Albert-Ludwigs-Universität Freiburg
- 1953: Großes Verdienstkreuz der Bundesrepublik Deutschland